# Aleksander Zawadzki
Aleksander Zawadzki (Będzin, 16 de dezembro de 1899 – Varsóvia, 7 de agosto de 1964) foi um político comunista polonês, general de divisão do Exército Polonês e presidente do Conselho de Estado da República Popular da Polônia de 1952 até sua morte em 1964.

## Biografia
Filho de Wawrzyniec, um metalúrgico e Marianna nascida Chojkowska.  Ele nasceu no grupo de trabalho Ksawera entre Będzin e Dąbrowa Górnicza. Graças à situação financeira relativamente boa da família, ele estudou na escola primária local. Em consequência de um acidente sofrido por seu pai, em 1913 ele foi forçado a interromper seus estudos e começar um emprego. Após a eclosão da Primeira Guerra Mundial, ele partiu para o trabalho agrícola na Turíngia. Ele trabalhou lá até 1917, quando foi preso por agredir seu supervisor e enviado para o campo de prisioneiros de guerra em Erfurt. Depois de escapar de lá, ele se encontrou na Alta Silésia, onde trabalhou em uma mina de carvão em Bytom e na siderúrgica em Siemianowice Śląskie. Após a eclosão da Revolução de 1918 na Alemanha, ele cruzou a fronteira germano-polonesa e se estabeleceu em Dąbrowa Górnicza, onde em dezembro de 1918 se alistou como voluntário no Exército Polonês. Ele participou das batalhas em defesa de Lviv e depois de atividades de guerra na Frente Lituano-Bielorrussa da Guerra Polaco-Soviética. Em 1921, ele foi desmobilizado como suboficial do Exército Polonês e depois retornou a Dąbrowa Górnicza. Por participar dos combates em 1920, ele foi condecorado com a Cruz de Valor. 

## Carreira política
Após retornar da guerra, ele ficou inicialmente desempregado e depois trabalhou na mina de carvão "Paris" em Dąbrowa Górnicza. Lá, ele também conheceu o movimento comunista e se juntou à Liga dos Jovens Comunistas da Polônia. Em 1923, ele se tornou membro do Partido Comunista da Polônia. Durante esse período, ele foi procurado pela polícia estadual por atividades comunistas. Ele operou no distrito de Łódź até 1924, quando foi enviado para uma escola do partido em Moscou, onde permaneceu por várias semanas. Em 9 de julho de 1925, ele foi preso em Vilnius sob acusações de envolvimento no assassinato de um suposto informante da polícia. Em dezembro de 1925, apesar da falta de provas de seu envolvimento, ele foi condenado a seis anos de prisão. Ele cumpriu pena em Kielce, Łomża e Drohobych. Ele saiu da prisão em 2 de março de 1932 e, devido a uma doença, foi enviado para a União Soviética para tratamento. Lá, foi ensinado na escola do Partido Comunista da União Soviética e da OGPU, perto de Moscou. 
Ele retornou à Polônia em 1934. Em 27 de maio de 1934, ele foi preso em Varsóvia. Ele ficou detido até fevereiro de 1935, quando foi libertado sob fiança. Em 13 de janeiro de 1936, ele foi preso novamente. Ele foi então acusado de agir em detrimento da República da Polônia. O julgamento ocorreu de 4 a 21 de abril de 1938. Junto com Zawadzki, que era o principal acusado, outras 55 pessoas foram julgadas. Zawadzki foi condenado a 15 anos de prisão. Após confirmar a sentença de 23 de novembro de 1938 pelo Tribunal de Apelações, ele foi preso em Brest. Ele permaneceu lá até setembro de 1939, quando, após a invasão soviética da Polônia, a cidade foi ocupada pelo Exército Vermelho. Ele começou a trabalhar na República Socialista Soviética da Bielorrússia, no escritório distrital de Pinsk. 
Durante a Segunda Guerra Mundial, ele foi ativo na fundação da União dos Patriotas Poloneses e do Partido dos Trabalhadores Poloneses, sendo eleito para o Politburo deste último. Ele também foi um organizador político do Exército Polonês na União Soviética e foi promovido ao posto de general de brigada. 
Após a guerra, ele se tornou o representante do governo na Silésia, então voivoda da voivodia da Silésia-Dąbrowskie. A partir de dezembro de 1948, tornou-se membro do Politburo do Comitê Central do Partido Operário Unificado Polaco.  De 1949 a 1952 foi vice-presidente do Conselho de Ministros. 
Zawadzki foi eleito para o Sejm em 1947 e, em 20 de novembro de 1952, foi nomeado Presidente do Conselho de Estado Polonês, para substituir Bolesław Bierut. 
Zawadzki morreu em 7 de agosto de 1964 de câncer aos 64 anos e foi enterrado no Cemitério Militar de Powązki, em Varsóvia. 

## Honrarias e condecorações

### Nacionais
- República Popular da Polônia
  -  Ordem dos Construtores da Polônia Popular
  -  Grã-Cruz da Ordem da Polônia Restituta
  -  Ordem da Bandeira do Trabalho, 1ª Classe
  -  Ordem da Cruz de Grunwald, 2ª Classe
  -  Cruz de Cavaleiro da Ordem Virtuti Militari
  -  Cruz de Valor
  -  Cruz Partisan (12 de junho de 1946)
  -  Cruz da Revolta da Silésia
  -  Medalha para Varsóvia 1939-1945
  -  Medalha da Vitória e da Liberdade 1945
  -  Medalha do 10º Aniversário da Polônia Popular
  -  Distintivo do 1000º Aniversário do Estado Polonês

### Estrangeiras
- Tchecoslováquia
  -  Estrela de Ouro da Ordem Militar do Leão Branco, 1ª Classe (1949)
- Reino do Camboja
  -  Cavaleiro Grã-Cruz da Ordem Real do Camboja (1956)
- Coreia do Norte
  -  Ordem da Bandeira Nacional, 1ª Classe (1959)
- Finlândia
  -  Grã-Cruz da Ordem da Rosa Branca da Finlândia com Colar (1960)
- Indonésia
  -  Estrela da República da Indonésia, 1ª Classe (1961)
- Brasil
  -  Grande Colar da Ordem Nacional do Cruzeiro do Sul (1962)
- México
  -  Colar da Ordem da Águia Asteca (1963)
- Iugoslávia
  -  Ordem da Grande Estrela Iugoslava (1964) [12]
- União Soviética
  -  Medalha "Pela Vitória sobre a Alemanha na Grande Guerra Patriótica 1941–1945"